# Crows-an-Wra

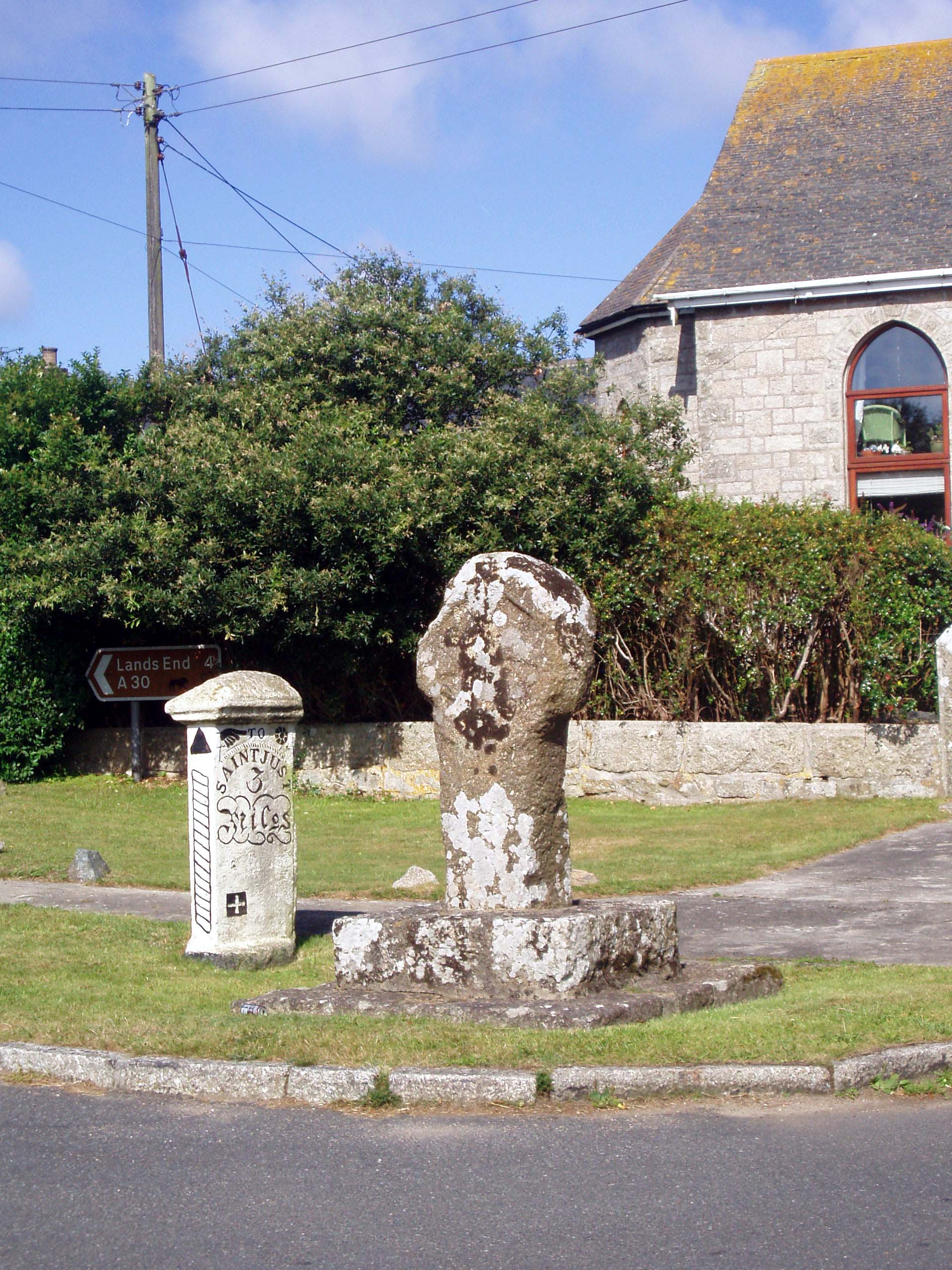
Keltenkreuz in Crows-an-Wra

Crows-an-Wra (kornisch: Krows an Wragh, Kreuzung der Hexe) ist ein Weiler der Pfarrgemeinde St Buryan in der Grafschaft Cornwall in England.
Der Ort besteht aus einer Anhäufung von Wohnhäusern und Farmen in der Nähe der Schnellstraße A30 zwischen Penzance und Sennen. Auch der kleine Ort Boscarne gehört zu Crows-an-Wra.
Im Ort befindet sich ein Keltenkreuz sowie ein früherer heiliger Brunnen. Außerdem befand sich in Crows-an-Wra einst eine methodistische Kapelle, die aber selten benutzt wurde und daraufhin in ein Wohnhaus umgebaut wurde.